# Козак (Житомирський район)
Коза́к —  село в Україні, у Житомирському районі Житомирської області. Входить до складу Коростишівської міської громади. Населення становить 127 осіб.

## Населення

### Мова
Розподіл населення за рідною мовою за даними перепису 2001 року:
| Мова            | Кількість | Відсоток |
| --------------- | --------- | -------- |
| українська      | 125       | 98.42%   |
| білоруська      | 1         | 0.79%    |
| інші/не вказали | 1         | 0.79%    |
| Усього          | 127       | 100%     |